# Мажейка, Пятрас
Пятрас (Петрас) Мажейка (род. 1 марта 1965) — литовский самбист, серебряный (1993) и бронзовый (1992) призёр чемпионатов Европы, бронзовый призёр чемпионата мира 1992 года, серебряный призёр соревнований по самбо Всемирных игр 1993 года. Выступал в первой полусредней весовой категории (до 82 кг). Тренировался под руководством Дмитрия Челпанова.